# Александр Кориатович
Александр Кориатович (ум. ок. 1380 года) — князь Подольский (вместе с братьями) и Волынский (1366—1370). Сын Кориата и внук великого князя Литовского Гедимина.

## Биография
Дата рождения неизвестна. Вероятно, Александр был старшим из братьев-Кориатовичей (возможно, старшим был Юрий). Впервые упоминается вместе с братьями в 1362 году, участвовал в войске Ольгерда в битве на Синих Водах. За это в следующем году братьям-Кориатовичам было пожаловано княжение на Подолье. Вскоре после этого принял католицизм и перешел на службу короля Польши Казимира Великого. Участвовал в войне за галицко-волынское наследство.
В 1366 году Казимир захватил большую часть Волыни и поручил управление Владимиро-Волынским княжеством Александру Кориатовичу. Во Владимире-Волынском Александр сидел до 1370 года, когда скончался Казимир Великий. Александр отправился на похороны короля, чем воспользовался волынский и луцкий князь Любарт, приходившийся Александру дядей. Потеряв Владимирское княжение, в 1371 году Александр вернулся в своё владение на Подолье. При Кориатовичах в Подолье распространяется католицизм: в 1375 г. папа римский Григорий XI утвердил в Каменце католическую епархию и первого епископа Вильгельма Доминиканина. В 1377 году в центре города был построен деревянный Кафедральный католический костёл.
В 1374 году князья Александр и Юрий даровали Каменцу Магдебургское право. В 1377 году князья-Кориатовичи признали суверенитет венгерского короля Людовика Великого.
Главной проблемой внешнего характера были татары, с которыми князь Александр постоянно сражался. В одном из таких сражений он погиб: это произошло около 1380 года. О семье и детях Александра неизвестно. После смерти Александра всю полноту власти на Подолье получил его младший брат Константин Кориатович (1380—ок.1388), а после его смерти — Фёдор Кориатович. Фёдор был последним представителем рода Кориатовичей который правил на Подолье. Отюда он был изгнан войсками великого князя литовского Витовта. 